# 2041
2041  (MMXLI) va fi un an obișnuit al calendarului gregorian.

## Evenimente anticipate
- 1 ianuarie: Intrarea în domeniul public a  cărților,  filmelor și altor lucrări publicate în 1945, în conformitate cu legislația existentă a drepturilor de autor din SUA, inclusiv toate lucrările  lui Bela Bartok și Anne Frank.
- Examinarea Tratatului Antarctic[1][2]
- Încheierea parteneriatului dintre Grupul Volkswagen China și SAIC Motor.[3]
- Supercomputerele ajung la scara yottaflop
- Finalizarea turnului W350 din Tokyo